# كلاكيت ميديا
كلاكيت ميديا (بالإنجليزية: clacket media) هي شركة إنتاج تلفزيوني يقع مقرها في العاصمة الإماراتية أبوظبي، تأسست عام 2011 على يد رجل الأعمال السوري إياد النجار، وأنتجت منذ تأسيسها العديد من الأعمال الدرامية والبرامج التلفزيونية.
الأعمال الدرامية:
مسلسل تخت شرقي 2010
مسلسل ولادة من الخاصرة 2011
مسلسل الولادة من الخاصرة 2: ساعات الجمر 2012
مسلسل بنات العيلة 2012
مسلسل الولادة من الخاصرة 3: منبر الموتى 2013
مسلسل أرواح عارية 2013
مسلسل سنعود بعد قليل 2013
مسلسل الأخوة 2014
مسلسل العراب تحت نادي الشرق 2015
مسلسل غدا نلتقي 2015
مسلسل الطواريد 2016
مسلسل جيران 2017
مسلسل حرملك 2019
مسلسل كسر عضم 2022
مسلسل كسر عضم السراديب 2024
مسلسل تحت الأرض "موسم حار" 2025